# Merlin Motors
Merlin Motors war ein Montagewerk für Kraftfahrzeuge und damit Teil der Automobilindustrie in Irland.

## Unternehmensgeschichte
Das Unternehmen wurde am 9. März 1959 in Dublin gegründet. Das ehemalige Gebäude von P. R. Reilly Limited wurde bezogen. Im gleichen Jahr begann die Montage von Automobilen. Die Teile kamen von Lloyd. 1962 endete die Produktion. 1963 wurden noch Neuwagen angeboten. 
Es ist nicht bekannt, was das Unternehmen danach machte. Aufgelöst wurde es erst am 17. Januar 1989.
Es gab keine Verbindung zu Hansa Motors, die zwischen 1952 und 1955 ebenfalls Lloyd montierten.

## Fahrzeuge
Das einzige Modell war der Lloyd Alexander TS. Es sind nur Limousinen überliefert.

## Produktionszahlen
1959 entstanden 33 Fahrzeuge und im Folgejahr 70. 1961 waren es 125 und im letzten Produktionsjahr noch 16. Das entspricht den Zulassungszahlen in Irland. In der Summe sind es 244 Fahrzeuge.